# Edmonton–Henday-Ouest
Circonscription électorale provinciale du Canada
Edmonton–Henday-Ouest est une circonscription électorale provinciale de l'Alberta (Canada), située dans l'ouest d'Edmonton. 
Elle a été tenue par deux chefs des libéraux, Grant Mitchell et Raj Sherman. 
Son député actuel est le Néo-démocrate Jon Carson.

## Liste des députés
| Années                | Années              | Député              | Parti politique           |
| Edmonton-Meadowlark   | Edmonton-Meadowlark | Edmonton-Meadowlark | Edmonton-Meadowlark       |
| --------------------- | ------------------- | ------------------- | ------------------------- |
|                       | 1971 - 1975         | Gerard Amerongen    | Progressiste-conservateur |
|                       | 1975 - 1979         | Gerard Amerongen    | Progressiste-conservateur |
|                       | 1979 - 1982         | Gerard Amerongen    | Progressiste-conservateur |
|                       | 1982 - 1986         | Gerard Amerongen    | Progressiste-conservateur |
|                       | 1986 - 1989         | Grant Mitchell      | Libéral                   |
|                       | 1989 - 1993         | Grant Mitchell      | Libéral                   |
|                       | 1993 - 1997         | Karen Leibovici     | Libéral                   |
|                       | 1997 - 2001         | Karen Leibovici     | Libéral                   |
|                       | 2001 - 2004         | Bob Maskell         | Progressiste-conservateur |
|                       | 2004 - 2008         | Maurice Tougas      | Libéral                   |
|                       | 2008 - 2010         | Raj Sherman         | Progressiste-conservateur |
|                       | 2010 - 2011         | Raj Sherman         | Indépendant               |
|                       | 2011 - 2012         | Raj Sherman         | Libéral                   |
|                       | 2012 - 2015         | Raj Sherman         | Libéral                   |
|                       | 2015 - 2019         | Jon Carson          | Néo-démocrate             |
| Edmonton–Henday-Ouest |                     |                     |                           |
|                       | 2019 - en cours     | Jon Carson          | Néo-démocrate             |